# علنج قصعيني الأوراق
علنج قصعيني الأوراق (الاسم العلمي:Alangium salviifolium) هو نوع من النباتات يتبع جنس العلنج من الفصيلة القرانية.